# Monica Vittiová
Monica Vittiová (3. listopadu 1931 Řím – 2. února 2022), nepřechýleně Monica Vitti, vlastním jménem Maria Luisa Ceciarelli byla italská herečka známá především díky spolupráci s režisérem a svým bývalým manželem Michelangelem Antonionim. V Antoniových filmech ztvárnila role elegantních, chladně krásných žen. Hrála zde hlavní role po boku známých herců Gabriele Ferzettiho, Marcella Mastroianniho a Alaina Delona. Po ukončení spolupráce s Antonionim hrála Monica Vitti v celé řadě filmů, především italských veselohrách. Spolupracovala s celou řadou slavných režisérů, například s A. Sordim, P. P. Pasolinim, Tinto Brassem, R. Vadimem, E. Scolou a Luisem Buñuelem. Získala řadu filmových ocenění.

## Filmografie (výběr)
- 1960: Dobrodružství (L'avventura), režie Michelangelo Antonioni
- 1961: Noc (La notte), režie Michelangelo Antonioni
- 1961: Accattone (Accattone), režie Pier Paolo Pasolini
- 1962: Zatmění (L'eclisse), režie Michelangelo Antonioni
- 1964: Červená pustina (Il deserto rosso), režie Michelangelo Antonioni
- 1968: Dívka s pistolí (La ragazza con la pistola), režie Mario Monicelli
- 1970: Šantanová Nini (Ninì Tirabusciò: la donna che inventò la mossa), režie Marcello Fondato
- 1970: On a Ona (La Coppie), režie Alberto Sordi, Mario Monicelli, Vittorio de Sica
- 1970: Drama žárlivosti (Dramma della gelosia - tutti i particolari in cronaca), režie Ettore Scola
- 1972: Tereza zlodějka (Teresa la ladra), režie Carlo Di Palma
- 1974: Přízrak svobody (Le fantôme de la liberté), režie Luis Buñuel
- 1975: Kachna na pomerančích (L' anatra all’arancia), režie Luciano Salce
- 1978: Ve státním zájmu (La raison d’état), režie André Cayatte
- 1982: Vím, že víš, že vím (Io so che tu sai che io so), režie Alberto Sordi
- 1982: Promiň, že je to málo  (Scusa se è poco), režie Luigi Kuveiller

## Ocenění

### Donatellův David pro nejlepší herečku
- 1969
- 1971
- 1974
- 1976
- 1979

### Nastro d'Argento
- 1969: herečka v hlavní roli za film Dívka s pistolí
- 1976: herečka v hlavní roli za film Kachna na pomerančích

### Řád zásluh o Italskou republiku
- 1986

### Biennale di Venezia
- 1995: Zlatý lev za přínos světové kinematografii